# Brokkoli
| Energia 34 kcal 141 kJ |        |
| Szénhidrátok | 6.64 g |
| - Cukrok 1.7 g |        |
| - Étkezési rostok 2.6 g |        |
| Zsír | 0.37 g |
| Fehérje | 2.82 g |
| Víz | 89.30g |
| A-vitamin ekviv. 31 μg | 4%     |
| β-karotin 361 μg | 3%     |
| Tiamin (B1-vitamin) 0.071 mg | 6%     |
| Riboflavin (B2-vitamin) 0.117 mg                                                                                                | 10%    |
| Niacin (B3-vitamin) 0.639 mg | 4%     |
| Pantoténsav (B5-vitamin) 0.573 mg                                                                                               | 11%    |
| B6-vitamin 0.175 mg | 13%    |
| Folsav (B9-vitamin) 63 μg | 16%    |
| C-vitamin 89.2 mg | 107%   |
| E-vitamin 0.78 mg | 5%     |
| K-vitamin 101.6 μg | 97%    |
| Kalcium 47 mg | 5%     |
| Vas 0.73 mg | 6%     |
| Magnézium 21 mg | 6%     |
| Mangán 0.21 mg | 10%    |
| Foszfor 66 mg | 9%     |
| Kálium 316 mg | 7%     |
| Nátrium 33 mg | 2%     |
| Cink 0.41 mg | 4%     |
| A százalékos értékek az amerikai felnőttek számára javasolt napi mennyiségre (RDA) vonatkoznak. Forrás: USDA tápanyag adatbázis |        |

A brokkoli (Brassica oleracea convar. botrytis var. italica) a vadkáposzta (Brassica oleracea) egy termesztett változata. Közeli rokonai közé tartozik a karfiol, a fejes káposzta, a bimbós kel és a karalábé. A brokkoli sok vitamint tartalmaz, leginkább béta-karotint (pro-A), folsavat (B9) és aszkorbinsavat (C), de jelentős a tiamin (B1), riboflavin (B2), niacin (B3), kalcium, és vastartalma is. Fontos szerepe van a rákmegelőző étrendben.
A brokkolit már a rómaiak is ismerték és termesztették, Brassicának nevezték, ezt a nevet vette át az olasz nyelv is. Már az idősebb Caius Plinius Secundus megemlékezik  egy hasonló növényről. Ez nagyon hasonlított a ma is ismert brokkolihoz. Ez is bizonyítja, hogy Itália területén termesztették és fogyasztották ezt a zöldséget, a római korban. A brokkoli neve megemlítésre került Apicius szakácskönyvében is. Majd az 1560-as években találunk rá utalást Franciaországban. Ebben az időben Angliában még teljesen ismeretlen, mint termesztett növény. A 19. században az olasz bevándorlók vitték be Amerikába, de a növény csak az 1920-as években vált igen népszerűvé. Magyarországon, bár már régóta ismert zöldségnövény, nagyobb mértékben csak az utóbbi 20 évben terjedt el, a brokkolit immár sokféleképpen használják a háztartásokban. Kuktafazékban készítve megóvhatjuk a benne lévő vitaminokat, és mélyhűtésre is alkalmas. Nem csak rózsája, hanem szára is ehető.